# Chaîne de Livigno
La chaîne de Livigno est un massif des Alpes orientales centrales. Il s'élève entre l'Italie (Lombardie) et la Suisse (canton des Grisons). Il est traversé par la vallée de Livigno, commune italienne qui lui donne son nom, en direction du nord-est.
Il appartient aux Alpes rhétiques.
La Cima de Piazzi est le point culminant du massif.

## Géographie

### Situation

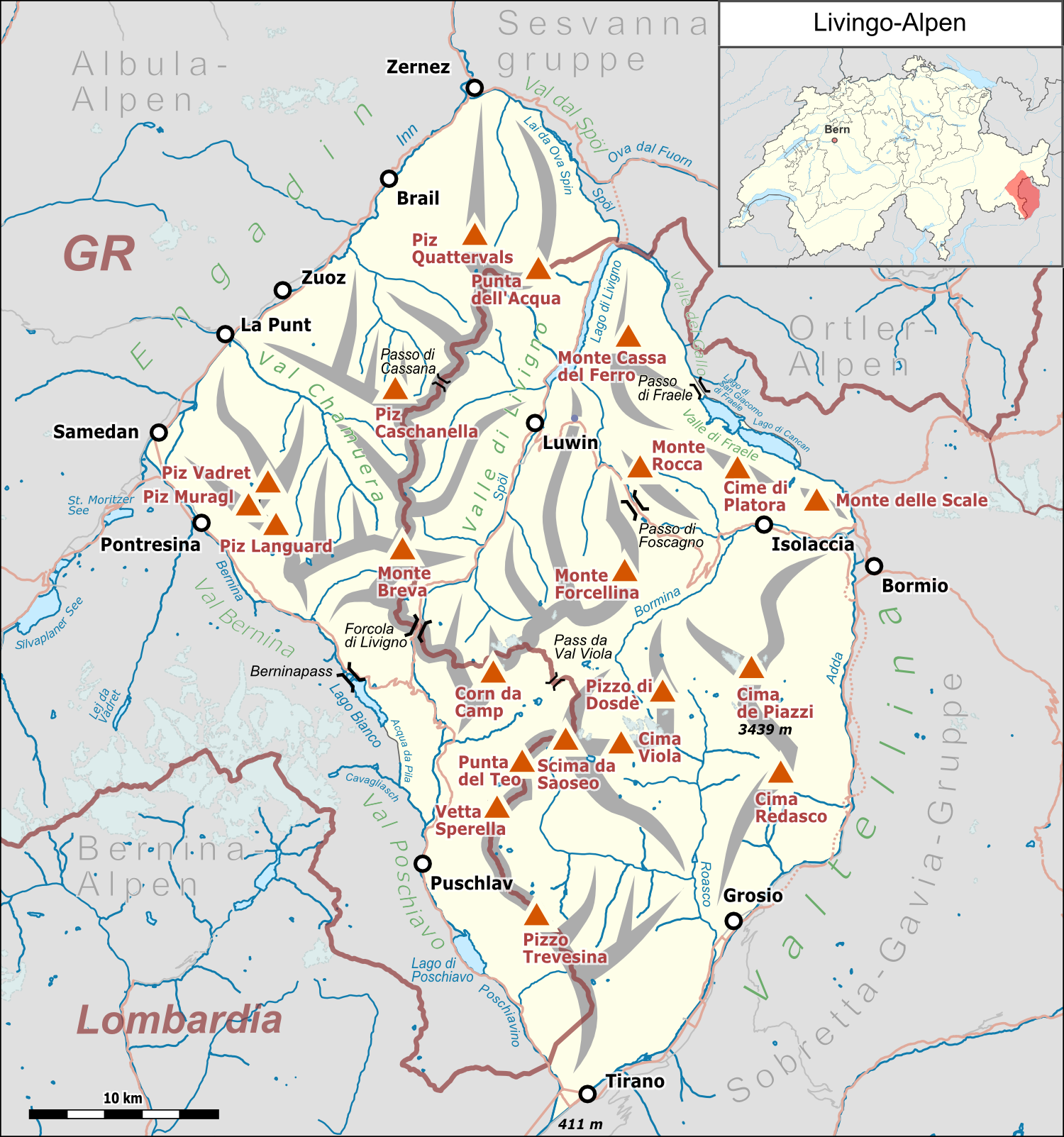
Carte de la chaîne de Livigno.

Le massif est situé entre la Haute-Engadine au nord-ouest et la vallée de l'Adda (Valteline) à l'est et au sud, et est entouré par la chaîne de Sesvenna au nord, le massif de l'Ortles à l'est, le massif de Sobretta-Gavia au sud-est, la chaîne de la Bernina (au-delà du col de la Bernina) au sud-ouest et la chaîne de l'Albula au nord-ouest.

### Sommets principaux
- Cima de Piazzi, 3 439 m
- Cima Viola, 3 374 m
- Piz Paradisin, 3 302 m
- Cima Lago Spalmo, 3 291 m
- Pizzo di Dosdè, 3 280 m
- Scima da Saoseo, 3 264 m
- Piz Languard, 3 263 m
- Corno di Dosdè, 3 232 m
- Piz Vadret, 3 199 m
- Piz Murtaröl, 3 177 m
- Piz Albris, 3 166 m
- Piz Quattervals, 3 165 m
- Piz Muragl, 3 157 m
- Piz Prüna, 3 153 m
- Sasso di Conca, 3 150 m
- Monte Cassa del Ferro, 3 140 m
- Cime Redasco, 3 139 m
- Pizzo Filone, 3 133 m
- Corna di Capra, 3 133 m
- Piz d'Esan, 3 127 m
- Piz da l'Acqua, 3 126 m
- Munt Cotschen, 3 104 m
- Piz la Stretta, 3 104 m
- Piz Serra, 3 095 m
- Pizzo Zembrasca, 3 089 m
- Monte Forcellina, 3 087 m
- Piz Sena, 3 075 m
- Piz Chaschauna, 3 071 m
- Pizzo Coppetto, 3 066 m
- Piz dal Diavel, 3 062 m
- Monte Foscagno, 3 058 m
- Pizzo del Ferro, 3 054 m
- Piz Lavirun, 3 053 m
- Monte Foscagno, 3 051 m
- Piz Minor, 3 050 m
- Pizzo del Teo, 3 049 m
- Piz Saliente, 3 048 m
- Monte Vago, 3 039 m

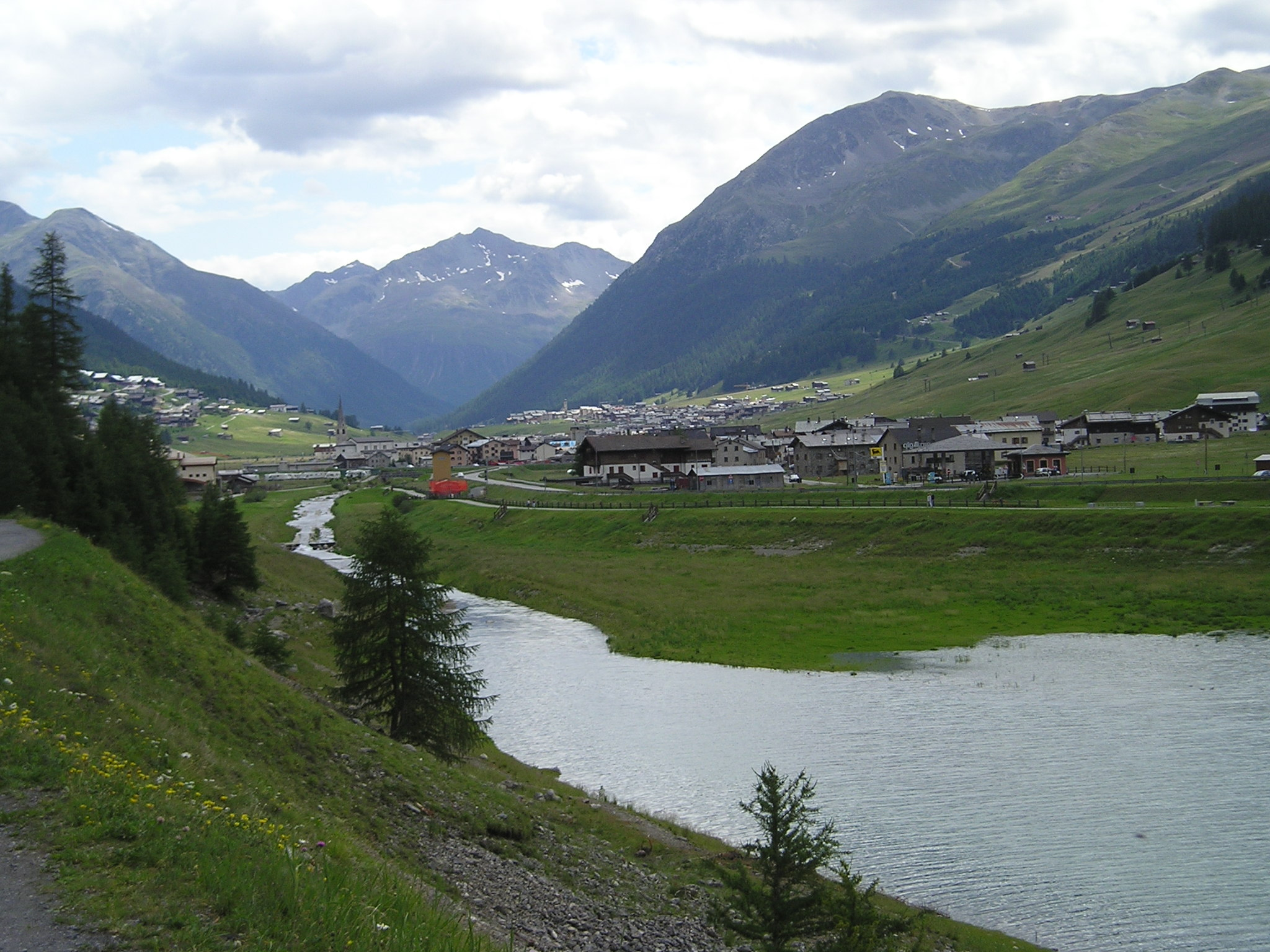
Commune et chaîne de Livigno.

- Pizzo di San Colombano, 3 022 m
- Piz Campàccio, 3 007 m

## Activités

### Stations de sports d'hiver
- Livigno
- Pontresina

### Environnement
Le Parc national suisse recouvre toute la partie septentrionale du massif.